# LPIR radar
LPIR (angleško Low-probability-of-intercept radar - LPIR) je tip radarja, ki ga je težko zaznati z opozorilniki na radar. LPIR radar omogoča uporabniku, da išče in sledi tarčam, ne da bi nasprotnik opazil, da ga sledi radar.
Nizka zaznavnost se med drugim doseže z:
- Prilagoditev oddajne moči na minimalno moč, ki je potrebna za sledenje določene tarče
- Zmanjšanje bočnih snopov antene, da drugi sprejemniki izven smeri glavnega snopa težje zaznajo signal
- Naključno spreminjanje frekvence oddanega signala
- Naključno spreminjanje frekvence ponavljanja oddanih pulzov

Primeri modernih LPIR radarjev so AESA in PESA radarji.